# Tanysiptera hydrocharis
El alción colilargo de las Aru (Tanysiptera hydrocharis) es una especie de ave coraciforme de la familia Alcedinidae.

## Distribución geográfica
Es endémica de las islas Aru y el sur de Nueva Guinea.